# Dusitany

Dusitany

Dusitany (nitrity) jsou solemi kyseliny dusité (HNO2), dusitanové ionty mají vzorec NO2−. Příkladem dusitanů je dusitan sodný (NaNO2) či dusitan amylnatý. Dusitany mohou být oxidovány na dusičnany či redukovány na amoniak.

## Použití v potravinách
Do potravin živočišného původu se přidávají jako potravinářská aditiva, zejména při výrobě uzenin a sýrů, např. dusitan sodný (E 250) a dusitan draselný (E 249). Evropský úřad pro bezpečnost potravin (EFSA) v červnu 2017 stanovil přijatelný denní příjem dusitanů na 0,07 miligramu na kilogram tělesné hmotnosti za den.

## Toxicita
Vysokou dávkou dusitanů může být navozena dusitanová intoxikace, mezi jejíž příznaky patří vasodilatace, šok, kolaps a obrna. Dávka 0,5 g dusitanů navozuje u člověka akutní otravu.
Jestliže dojde ke vstřebání dusitanů do krve, může nastat methemoglobinémie. Dvojmocné železo hemu je oxidováno na trojmocné (krevní barvivo hemoglobin ztrácí schopnost přenášet kyslík). Jedná se o nejčastější formu otravy dusičnany a dusitany. Nastává hypoxie až anoxie, která se navenek projevuje modrošedým zbarvením kůže a rtů, nápadně připomíná cyanózu. Přítomnost 20% methemoglobinu v krvi vyvolává toxické příznaky, 60% ohrožuje život. Objevují se křeče, obrna, dušnost a bezvědomí s následnou smrtí. Methemoglobinémií jsou ohroženi především kojenci do 6 měsíců. Fetální hemoglobin je více citlivý k přeměně na methemoglobin. Důvodem je nedostatečně rozvinutý enzymový systém NADH-methemoglobinreduktáza v erytrocytech přeměňující methemoglobin zpět na hemoglobin. Kojené děti nejsou ohroženy otravou dusičnany z mateřského mléka, neboť do něj významně nevstupují. Nejvýznamnějším zdrojem dusičnanů pro kojence je pitná voda. Do rizikové skupin patří dále těhotné ženy a lidé s deficitem enzymů glukóza-6-fosfát-dehydrogenázy nebo NADH-methemoglobinreduktázy.
Reakcí aminokyselin s dusitany při určitých podmínek mohou vznikat nitrosaminy. Vzhledem k tomu, že mají karcinogenní, mutagenní a teratogenní vliv na zdraví, je nezbytné regulovat množství přidávaných dusitanových a dusičnanových solí do masných výrobků a provádět systematickou kontrolou.

## Přírodní koloběh dusíku
Rozkladem bílkovin a jiných dusíkatých sloučenin vzniká amoniak. Působením nitrifikačních bakterií dochází k jeho přeměně na dusitany, které se dále oxidují na dusičnany. Anorganické sloučeniny dusíku obsažené v půdě se stávají součástí rostlinných potravin. Do živočišných se dostávají z krmiva nebo záměrným přidáváním dusitanových a dusičnanových solí plnící funkci konzervace a stabilizace barvy masa.